# Murray Bartlett
Murray Bartlett (nascut el 20 de març de 1971) és un actor australià. És conegut sobretot pels seus papers de Dom Basaluzzo a la sèrie melodramàtica de HBO Looking (2014–2015); Mouse Tolliver al revival de Netflix de Tales of the City (2019); Armond a la primera temporada de la sèrie de comèdia negra de HBO; The White Lotus (2021); Vinnie Green a la sèrie d'Apple TV+ Physical (2022); Nick De Noia a la minisèrie d'Hulu Welcome to Chippendales (2022) i Frank a l'episodi " Long, Long Time " a la sèrie dramàtica postapocalíptica d'HBO The Last of Us (2023). Pel seu paper a The White Lotus, va guanyar el premi Primetime Emmy com a millor actor secundari en una sèrie o pel·lícula.

## Joventut
Bartlett va néixer a Sydney el 20 de març de 1971. Quan tenia quatre anys, es va traslladar amb la seva família a Perth. Va assistir al John Curtin College of the Arts a Fremantle, on es va graduar pel programa de teatre el 1988. En graduar-se, va ser admès a l'Institut Nacional d'Art Dramàtic de Sydney.

## Carrera
Bartlett va seguir una carrera d'actriu a Austràlia durant alguns anys, amb un paper a la sèrie HeadLand. El 1993, va interpretar a l'estafador Luke Foster a Neighbours. L'any 2000, es va traslladar als Estats Units. La seva primera gran oportunitat va arribar uns anys més tard quan va ser seleccionat com a estrella convidada a la sèrie d'HBO Sex and the City. També va interpretar a DK, el millor amic de John Crichton, en quatre episodis de la sèrie Farscape de SciFi Channel. El 2006, es va ajuntar a Hugh Jackman en la producció de Jackman a la gira australiana de l'èxit de Broadway, The Boy From Oz .
Des de març de 2007 fins a la cancel·lació de l'espectacle el setembre de 2009, Bartlett va ser membre del repartiment de la telenovel·la diürna de la CBS Guiding Light, on va interpretar a Cyrus Foley. També va interpretar a Dominic "Dom" Basaluzzo a la sèrie melodràmàtica de HBO Looking entre 2014 al 2015, repetint el seu paper a la pel·lícula de televisió final de la sèrie, Looking: The Movie el 2016. El 2017, va interpretar un paper recurrent a la sèrie de drama musical Nashville. Bartlett va assumir el paper central de Michael 'Mouse' Tolliver al revival de Netflix de Tales of the City.
El 2021, Bartlett va protagonitzar The White Lotus com a Armond, el gerent del complex de luxe i un addicte a les drogues en recuperació que ha estat "net" durant 5 anys. Bartlett va aconseguir el paper a través d'una audició en cinta. Per la seva interpretació, Bartlett va rebre nominacions al Premi del Sindicat d'Actors de Cinema i Premis Independent Spirit i va guanyar als Premis AACTA, Premis de la Crítica Televisiva i Premis Emmy.
El 2023, Bartlett va aparèixer a la sèrie de drama postapocalíptic de HBO The Last of Us, interpretant a Frank a l'episodi " Long, Long Time ". L'episodi va rebre l'aclamació mundial, i va ser considerat com el millor de la primera temporada del programa, així com un dels millors episodis de televisió en general.

## Vida personal
Bartlett va sortir de l'armari al principi de la seva carrera. Quan se li va preguntar sobre la decisió en una entrevista del 2021, va declarar: "No sentia que realment tingués una alternativa. Simplement mai vaig sentir que podria ser una altra cosa que jo mateix." Viu amb el seu company Matt a Provincetown, Massachusetts.

## Filmografia

### Pel·lícula
| Any  | Títol                                       | Paper                 | Observacions     |
| ---- | ------------------------------------------- | --------------------- | ---------------- |
| 1995 | Dad and Dave: On Our Selection              | Sandy Taylor          |                  |
| 1999 | Half Mongrel                                |                       | Pel·lícula curta |
| 2000 | The Three Stooges                           | Patró de la Trocadera |                  |
| 2001 | Muffled Love                                |                       | Pel·lícula curta |
| 2005 | Post mortem                                 | Troia                 | Pel·lícula curta |
| 2007 | Om                                          | Joan                  | Pel·lícula curta |
| 2010 | Boys on Film 4: Protect Me from What I Want | Troia                 | Directe a vídeo  |
| 2010 | Needle                                      | Toni Martín           |                  |
| 2011 | August                                      | Troia                 |                  |
| 2013 | Girl Most Likely                            | James Whitney         |                  |
| 2013 | Kingston Avenue                             | Le copain de Barbara  |                  |
| 2015 | Stubborn                                    | Murray                |                  |
| 2020 | The Stand In                                | Terry                 |                  |

### Televisió
| Any       | Títol                         | Paper                                  | Observacions                             |
| --------- | ----------------------------- | -------------------------------------- | ---------------------------------------- |
| 1987      | The Flying Doctors            | Michael Freeman                        | Episodi: "The Unluckiest Boy in Town"    |
| 1992      | Home and Away                 | Randy Evans                            | Paper recorrent                          |
| 1992–1993 | A Country Practice            | Owen Wyatt / Richard Welbourne         | 3 episodis                               |
| 1993      | Neighbours                    | Luke Foster                            | Paper recorrent                          |
| 1995      | The Ferals                    | Dr. Bob Ivory                          | Episodi: "The Dentist"                   |
| 1996      | G.P.                          |                                        | Episodi: "Pendulum"                      |
| 1996      | The Beast                     | Christopher Lane                       | Pel·lícula TV                            |
| 1997      | The Tower                     | Jeremy                                 | Pel·lícula TV                            |
| 1997      | Flipper                       |                                        | Episodi: "Help me, Rhonda"               |
| 1999      | Murder Call                   | Gavin Todd                             | Episodi: "Dying Day"                     |
| 1999–2003 | Farscape                      | Douglas 'D.K.' Knox                    | 4 episodis                               |
| 2000      | Above the Law                 | Nathan Peters                          | Episodi: "Happy Families"                |
| 2001      | Flat Chat                     |                                        | Episodi: "The Old Flame"                 |
| 2002      | Sex and the City              | Oliver Spencer                         | Episodi: "All That Glitters"             |
| 2002      | McLeod's Daughters            | Simon Birch                            | 3 episodis                               |
| 2002      | The Secret Life of Us         | Nick                                   | 6 episodis                               |
| 2002      | All My Children               | Julian Sinclair                        | Sèrie regular                            |
| 2006      | Headland                      | James Brogan                           | 5 episodis                               |
| 2006      | All Saints                    | Roy Pickforth                          | Episodi: "The Real Thing"                |
| 2007      | Flight of the Conchords       | Mark                                   | Episodi: "Sally Returns"                 |
| 2007–2009 | Guiding Light                 | Cyrus Foley                            | Sèrie regular                            |
| 2009      | White Collar                  | Adrian Tulane                          | Episodi: "Free Fall"                     |
| 2011      | Damages                       | Seth Sloan                             | Episodi: "I'd Prefer My Old Office"      |
| 2014      | The Good Wife                 | Logan                                  | Episodi: "The Deep Web"                  |
| 2014–2015 | Looking                       | Dom Basaluzzo                          | 16 episodis                              |
| 2016      | Limitless                     | Conrad Harris                          | Episodi: "Hi, My Name Is Rebecca Harris" |
| 2016      | Looking: The Movie            | Dom Basaluzzo                          | Pel·lícula TV                            |
| 2016      | Conviction                    | Victor Bonotto                         | Episodi: "Pilot"                         |
| 2017      | Nashville                     | Jakob Fine                             | 2 episodis                               |
| 2017–2018 | Iron Fist                     | Dr. Paul Edmonds                       | 3 episodis                               |
| 2019      | Tales of the City             | Michael "Mouse" Tolliver               | Paper principal                          |
| 2019      | Madam Secretary               | Australian Prime Minister Chris Lawson | Episodi: "The Common Defense"            |
| 2021      | The White Lotus               | Armond                                 | Minisèrie; repartiment principal         |
| 2022      | Physical                      | Vinnie Green                           | 5 episodis                               |
| 2022      | RuPaul's Drag Race Down Under | Himself                                | Episodi 7                                |
| 2022      | Welcome to Chippendales       | Nick De Noia                           | Minisèrie; repartiment principal         |
| 2023      | The Last of Us                | Frank                                  | Episodi: "Long, Long Time"               |
| TBA       | Extrapolations                |                                        | Propera sèrie                            |

## Premis i nominacions
| Premi                                 | Any  | Categoria                                                                        | Obra                    | Resultat  | Ref.   |
| ------------------------------------- | ---- | -------------------------------------------------------------------------------- | ----------------------- | --------- | ------ |
| Premis AACTA                          | 2022 | Millor actor sèrie                                                               | The White Lotus         | Guanyador | [ 20 ] |
| Premis de la Crítica Televisiva       | 2022 | Millor actor secundari en sèrie o pel·lícula televisió                           | The White Lotus         | Guanyador | [ 21 ] |
| Premis de la Crítica Televisiva       | 2023 | Millor actor secundari en sèrie o pel·lícula televisió                           | Welcome to Chippendales | Nominat   | [ 22 ] |
| Premis Independent Spirit             | 2022 | Millor actuació masculina en una nova sèrie amb guió                             | The White Lotus         | Nominat   | [ 23 ] |
| Premis Primetime Emmy                 | 2022 | Millor actor secundari en una sèrie o pel·lícula                                 | The White Lotus         | Guanyador | [ 24 ] |
| Premi del Sindicat d'Actors de Cinema | 2022 | Actuació destacada d'un actor masculí en una minisèrie o pel·lícula de televisió | The White Lotus         | Nominat   | [ 25 ] |